# Кука, Лориана
Лориана Кука (алб. Loriana Kuka; 5 апреля 1997 года) — косовская дзюдоистка. Призёр чемпионатов Европы и мира.

## Биография
Родилась в 1997 году. Лориана Кука выросла в Швейцарии и в 2015 году завоевала титул чемпиона Швейцарии в весовой категории свыше 63 килограммов.
На Европейских играх 2019 года в Минске, в весовой категории до 78 кг, завоевала бронзовую медаль.
На предолимпийском чемпионате мира 2019 года, который проходил в Токио, завоевала бронзовую медаль, переиграв в поединке за третье место словенскую спортсменку Клару Апотекар. 
В 2020 году на чемпионате Европы в ноябре в чешской столице, Лориана смогла завоевать бронзовую медаль турнира в категории до 78 кг. В полуфинале уступила французской спортсменке Мадлен Малонге.